# 法拉-迪索利戈
法拉-迪索利戈（義大利語：Farra di Soligo），是意大利威尼托大区特雷维索省的一个市镇。总面积28平方公里，人口8882人，人口密度317.2人/平方公里（2009年）。国家统计（ISTAT）代码为026026。